# Tipula bryceana
Tipula bryceana är en tvåvingeart som beskrevs av Alexander 1964. Tipula bryceana ingår i släktet Tipula och familjen storharkrankar. Inga underarter finns listade i Catalogue of Life.